# Энгельсское производственное объединение «Химволокно» имени Ленинского комсомола
Энгельсское производственное объединение «Химволокно» имени Ленинского комсомола — некогда одно из крупнейших предприятий по производству синтетического волокна в СССР. Продукция завода была широко востребована как в СССР, так и за его пределами. Со временем в его состав вошли важные для народного хозяйства того времени производства: капронового шелка, ацетатного волокна, штапельного волокна, простых и сложных эфиров целлюлозы, а также производство триацетатного шелка. Продукция первого предприятия по производству химического волокна Поволжья поставлялась во все республики бывшего СССР, а также в Болгарию,Чехословакию, Польшу и на Кубу. Значительная часть продукции выпускалась с Государственным Знаком качества. На предприятии работало до двенадцати тысяч человек. Многие из них за высокие показатели в труде были отмечены правительственными и ведомственными наградами.

## История
Энгельсский завод «Химволокно» возник в 1960 году. Поговаривают, что раньше окрестности покрывали болотные топи, охотники стреляли уток. Строительство началось в конце 1950-х годов. На базе строящихся корпусов хлопчатобумажного комбината ГИПРОИВом был запроектирован комбинат химического волокна. Именно тогда, в соответствии с Постановлением Саратовского Совнархоза от 12 июля 1960 года № 224, в городе Энгельсе начал свою деятельность «Энгельсский завод искусственного и синтетического волокна».
В 1960 году вступило в строй производство капроновой текстильной нити;
В 1961 году — производство ацетатной нити;
В 1964 году — производство капронового штапельного волокна.
В 1975 году завод получил новый статус: производственного объединения. Вокруг завода выстроился целый микрорайон. Построены дома для рабочих. Были возведены: Теплоэлектростанция ТЭЦ-3, Трест № 3 «Энгельсхимстрой», очистные сооружения. Были построены ДК «Дружба», Кинотеатр «Спутник». Для работников завода открыли школы № 3 и № 5, а также ПТУ № 40 и СПТУ № 61 (ныне 34 лицей), множество дошкольных учреждений. Построена Красная Больница Скорой Медицинской помощи. Для детей рабочих открыт пионерский лагерь «Орлёнок»
С 19 августа 1996 г. – Открытое акционерное общество «Химволокно».
Ликвидировано в 2002 г. в связи с банкротством (решение Арбитражного суда Саратовской области от 4 июля 2002 г.).
В 70-х годах прошлого века на заводе трудились уже свыше десяти тысяч человек.
Развал СССР запустил процесс разрушения завода, как и многих других предприятий в стране.
В 90-е годы новая власть предложила сделать «Химволокно» акционерным обществом. Акции распределили между рабочими. Для работников завода наступали голодные времена. На этом фоне московская фирма под названием «Микродин» взялась скупать акции у рабочих. Жизнь рабочих от того не улучшилась. Сменилось руководство завода. По словам бывшего рабочего завода Н.. в те времена не хватало на еду, поэтому свои акции ему пришлось продать. Начинались необратимые процессы развала предприятия. Рабочие продолжали голодать. Компания «Микродин» обанкротилась.
На момент 1996-го года объединение «Химволокно» включало 4 производства: производство хлопковой целлюлозы и эфиров, ацетатной нити, капроновой нити и триацетатной нити. Но два последних производства к тому времени уже не работали.
В конце апреля 1999-го года группа «Интеррос» и предприниматели из Турции замыслили выкупить часть завода, которая отделилась ещё во времена перестройки, а именно — предприятие «Ацетат». Новые хозяева «Ацетата» казалось, честно платили зарплату, им также удалось погасить долги бывших хозяев предприятия. Далее, по непонятной причине турецкие хозяева уехали и свернули производство.

## Современное состояние
Завод не функционирует с 2002 года, именно тогда завод признали банкротом. Завод не работает и существует лишь формально. Имущество завода распродали и растащили. Сохранились развалины, и даже кирпичей остается всё меньше. Здания и цеха понемногу ветшают и рушатся. На территории функционируют несколько мелких компаний которые сдают бывшие цеха завода под офисы и склады. Завод пытались восстановить, создав на территории производства «Ацетат» индустриальный парк «Лидер», но всё счетно, завод продолжает пустовать и рушится. Один из корпусов производства «Ацетат» используется как торговый центр «Лидер»
Из последних страниц истории:

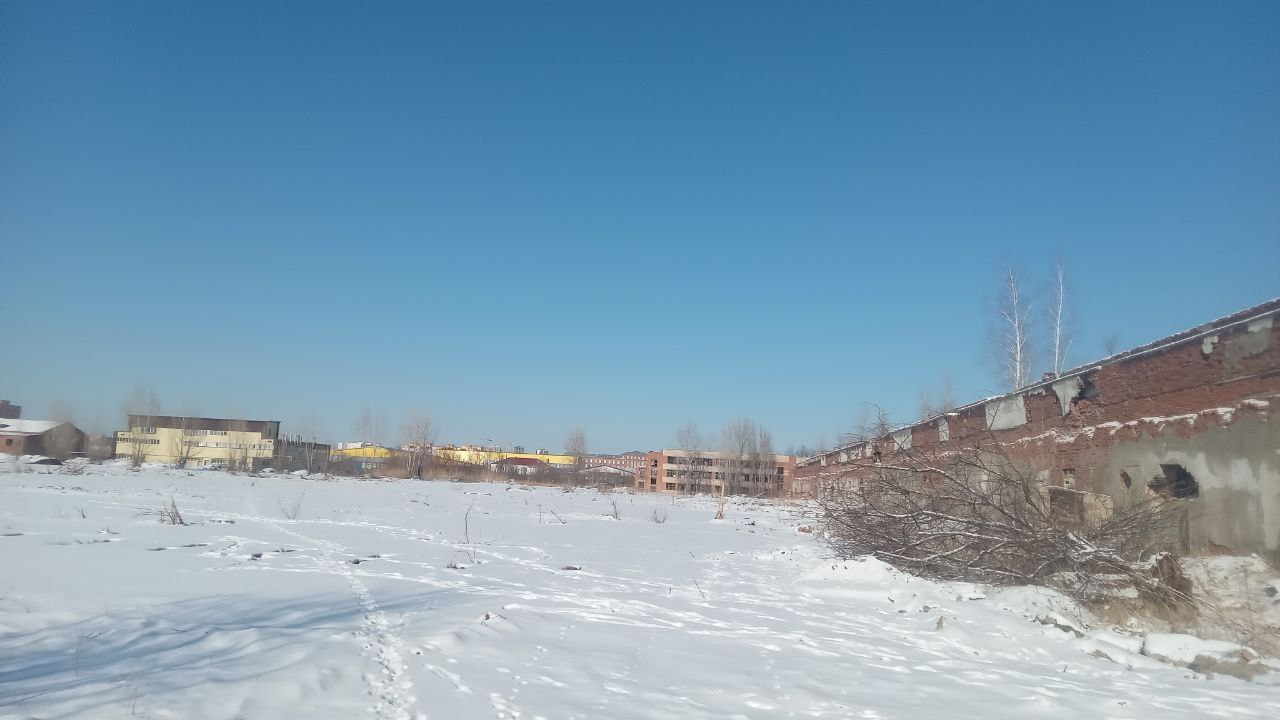
Вид на бывший цех производства капрона

5 июля 2010 года обрушилось одно из зданий на территории «Химволокно». Не выдержалась самонесущая наружная стена каркасного здания. Под завалами обнаружен труп мужчины 1985-го года рождения.
2 сентября 2010 года, примерно в 15:30, вспыхнула градирня на территории бывшего завода. В тот день по окрестностям бушевал сильный и горячий ветер. Огонь сжигал здание, округу заволокло едким дымом. Ветер перекинул пламя через проспект Химиков на близлежащие объекты. Загорелась трава. Пепелище добиралось до стадиона «Химиков», но его не затронуло.
31 мая 2011 года произошел пожар в одном из производственных цехов. Площадь возгорания достигла 3000 м². В результате пожара обрушилась часть кровли. Погибших и пострадавших нет.